# Чаговец, Ростислав Всеволодович
Ростислав Всеволодович Чаговец (21 сентября 1904, Киев — 11 сентября 1982, Киев) — советский биохимик. Действительный член АН УССР (с 1967). Академик-секретарь Отделения биохимии, биофизики, физиологии и теоретической медицины АН УССР. Сын Всеволода Чаговца.

## Биография
Родился в Киеве. Его отец был известным литератором и публицистом, а дядя Василий Андреевич Чаговец — известным физиологом.
В 1925 г. окончил Киевский институт народного образования. После окончания работал преподавателем естествознания в трудовой школе.
Профессор (в 1932-1950 гг.) Киевского медицинского института; с 1933 — сотрудник Института биохимии АН УССР.
Умер 11 сентября 1982 года. Похоронен на Байковом кладбище.

## Научная деятельность
Труда Чаговца посвящены экспериментальным основам витаминотерапии и применения витаминов в животноводстве и тому подобное. Монография «Транспорт жирорастворимых витаминов», автор 190 научных работ, из которых ряд посвящён философским вопросам биологии.
Он был членом редколлегии Украинской Советской Энциклопедии, «Украинского биохимического журнала», «Вестника АН УССР», журнала «Вопросы питания».
Им подготовлено 3 доктора и 15 кандидатов наук.

## Награды
- Заслуженный деятель науки УССР (1964).
- Премия НАН Украины имени А. В. Палладина 1980 г. за монографию «Транспорт жирорастворимых витаминов» (совместно с Халмурадовым Аскаром Ганиевичем и Тоцким Владленом Николаевичем).